# La Unión (Olancho)
Pour les articles homonymes, voir La Unión.
La Unión est une municipalité du Honduras, située dans le département d'Olancho. La municipalité comprend 5 villages et 26 hameaux. Elle est fondée en 1877.

## Histoire

### Au XIXe siècle
La Unión a été élevée au rang de municipalité en 1877 et faisait partie du district de Salamá.
Dès 1852, il y avait un village appelé San Francisco de Yocon, qui a été incendié par la guérilla sous le commandement du général José María Medina, devenu président du Honduras en 1868. À cette époque, il a encouragé une guerre civile dans le département d'Olancho , du fait des intentions de ses habitants de séparer ce département dans une république indépendante en représailles aux impôts élevés que le gouvernement lui a demandé de Comayagua (Dîmes d'Olanch).
Entre les années 1876-1883, La Unión a été rétablie par décret du président Marco Aurelio Soto. Les premières maisons construites furent celles de Mme Mary Dilia Vivas, Mme Paula Almendares et Lady Camilla Cruz.
La croissance urbaine de la municipalité était en partie due à la réglementation qui obligeait les citoyens des communautés rurales proches du village qui disposaient de ressources financières suffisantes à construire des maisons dans les zones urbaines, même s'ils n'y habitaient pas. Certaines familles provenaient ainsi des fermes d'El Paraiso, Los Salitres et Los Funes ou des villages de Palala et Los Zaldivar, entre autres.
Parmi les premiers maires à servir La Unión se trouvent Mr. Tomas Herrera et Mr. Macario Vargas.

### Histoire moderne
L'église catholique, dédiée en l'honneur du saint patron Saint François d'Assise, a été fondée en 1906. La première ligne télégraphique a été installée en 1925 par M. Martin Murillo. La première école a été fondée en 1930 et a reçu le nom de Francisco Morazan.
En 1983, un comité composé de parents et d'autres personnes a été formé par Mme Alejandro Carcamo, Rigoberto Rivera, Eleazar Puerto pour la construction d'un centre d'enseignement secondaire alors appelé Instituto Privado Nocturno Superacion Franciscana. Lorsque le gouvernement du président Roberto Suazo Córdova, avec les conseils du député d'Olancho, M. Alejandro Carcamo, a officialisé son fonctionnement, il l'a rebaptisé Instituto Superacion Franciscana. Son premier directeur était le professeur Victor Almenderez avec les professeurs Noe Menocal, Martin Ramos, Lourdes Padilla et d'autres.
Liste des maires de La Unión, à l'ère démocratique moderne : 
- 1982-1984 Helma Zelaya, originaire de San José Choluteca
- 1984-1986 Maria Elena Valle Flores, originaire de Yocon
- 1986-1990 Ramon Alcides Torres Castro, originaire de Salamá
- 1990-1994 Angel Donaldo Tejeda Menocal, originaire de La Unión
- 1994-1998 Carmen Lastenia Padilla Rivera, originaire de Yocon
- 1998-2002 Jose Humberto Rivera, originaire de Juticalpa
- 2002-2006 Santos Isabel Zelaya Lobo, originaire de La Unión
- 2006-2010 Santos Domingo Munguia Matute, originaire de Mangulile
- 2010-2014 Yonis Herrera Tejeda, originaire de La Unión
- 2014-2018 Renan Alcides Torres Argueta, originaire de La Unión
- 2018-2022 Ramón Edgardo Cárcamo Rivera, originaire de Tegucigalpa MDC

## Crédit d'auteurs
- (en) Cet article est partiellement ou en totalité issu de l’article de Wikipédia en anglais intitulé « La Unión, Olancho » (voir la liste des auteurs).